# أنبوب المهبط البارد

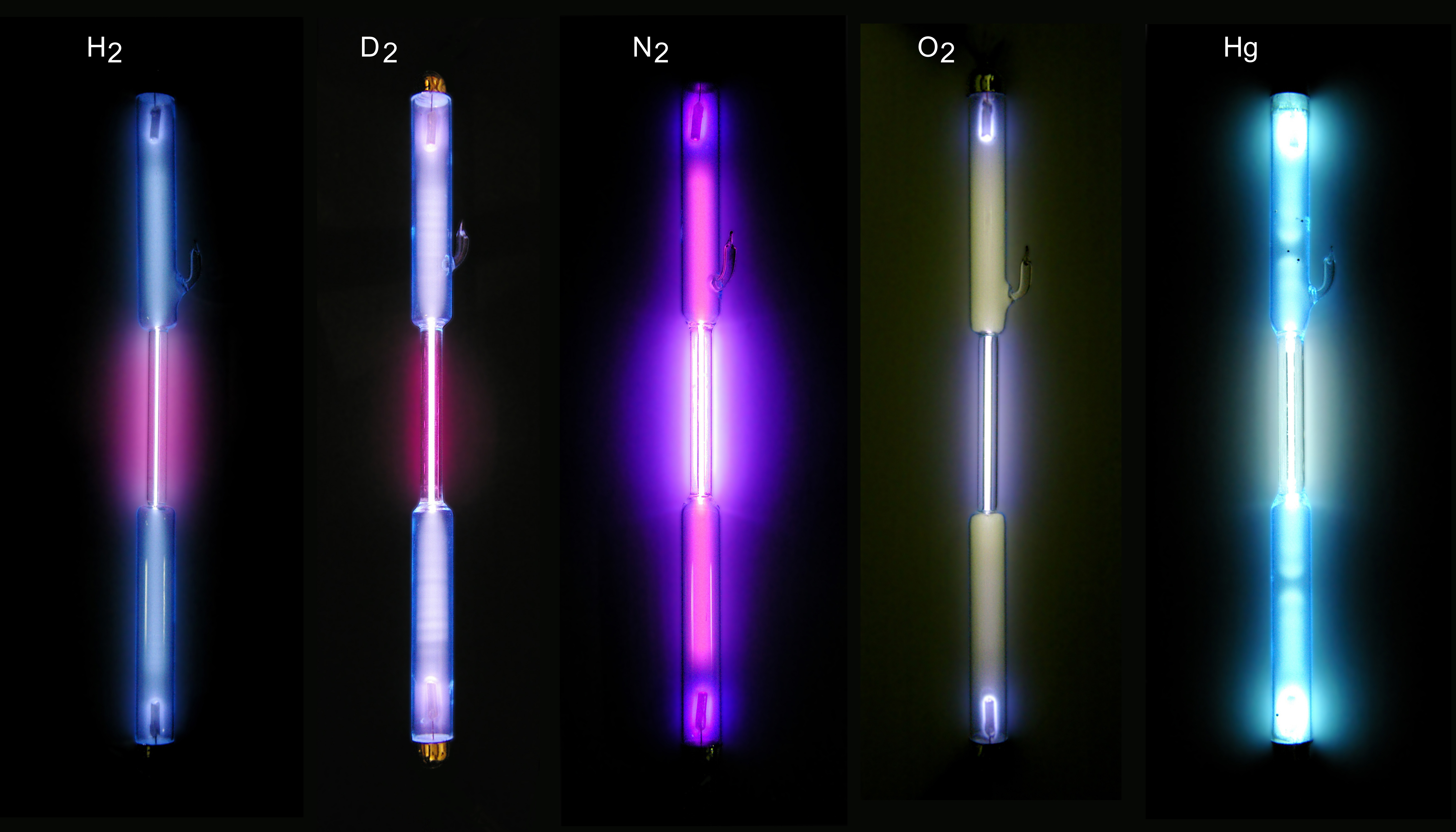
مجموعة من أنابيب المهبط البارد

أنبوب المهبط البارد (Cold cathode)، هو أنبوب تفريغ يعمل على إصدار ضوء عند إحداث تفريغ كهربائي دون الحاجة إلى تسخين المهبط، كما هو الحال في أنابيب المهبط الساخن.
تستخدم أنابيب المهبط البارد في المصابيح المفرغة مثل مصابيح النيون، وبعض أنواع الصمامات المفرغة.

## الألوان
يعتمد لون الضوء المنبعث على نوع الغاز الممتلئ به الأنبوب، وذلك كما هو موضح في القائمة أدناه: 
- نيون: أحمر برتقالي
- هيليوم: وردي
- نتروجين: وردي مصفر
- ثنائي أكسيد الكربون: أبيض مزرق
- كريبتون: أبيض
- آرغون: وردي/بنفسجي

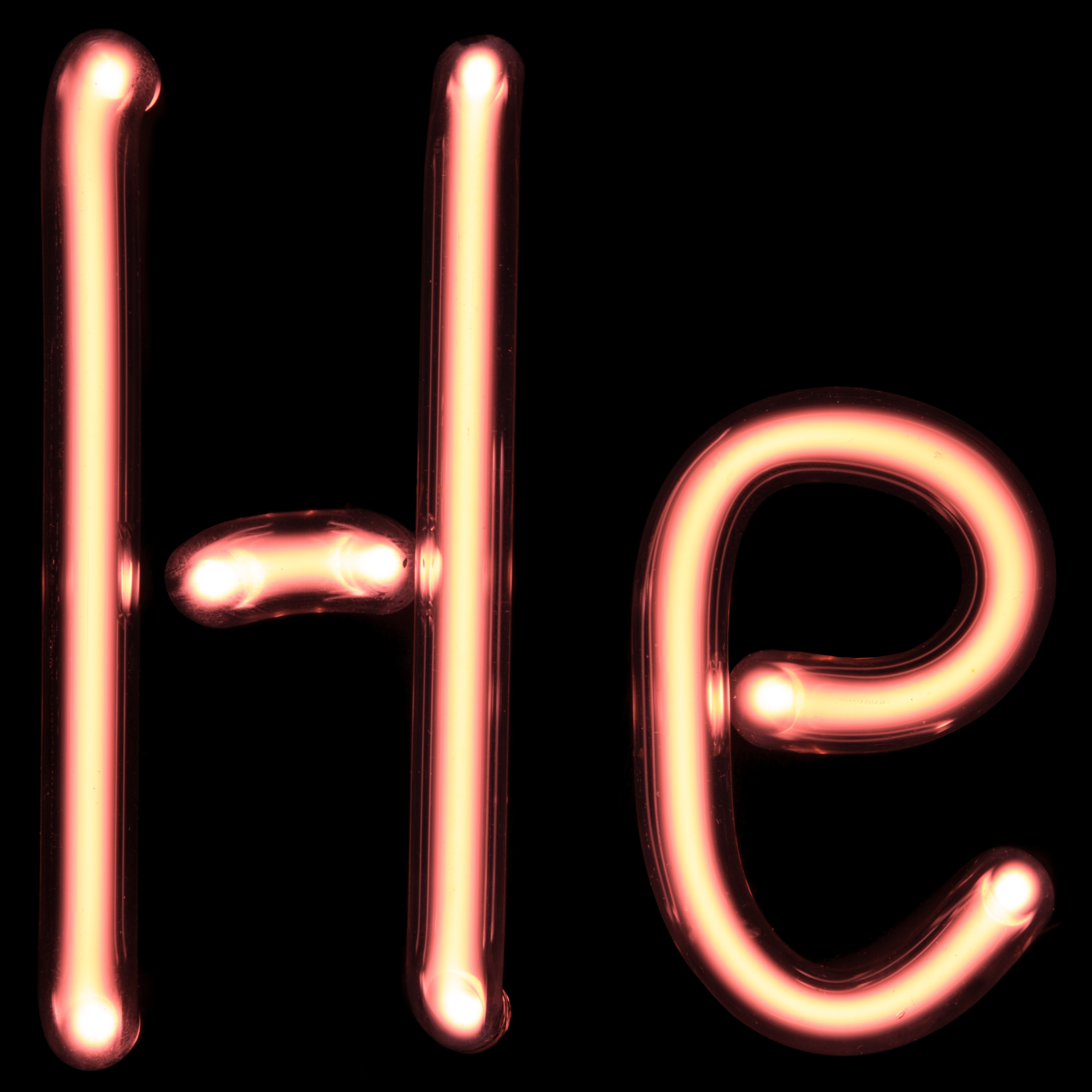
هيليوم
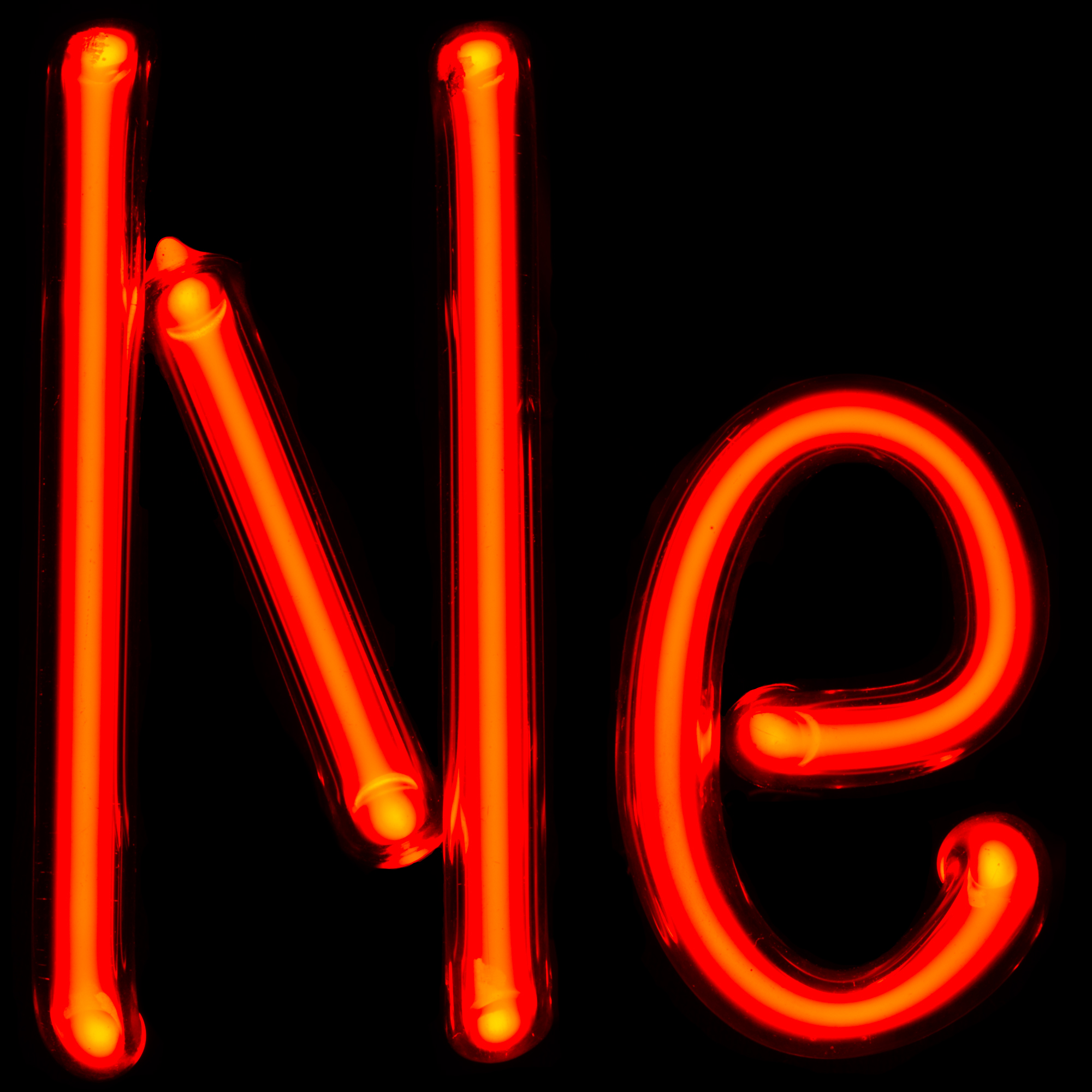
نيون
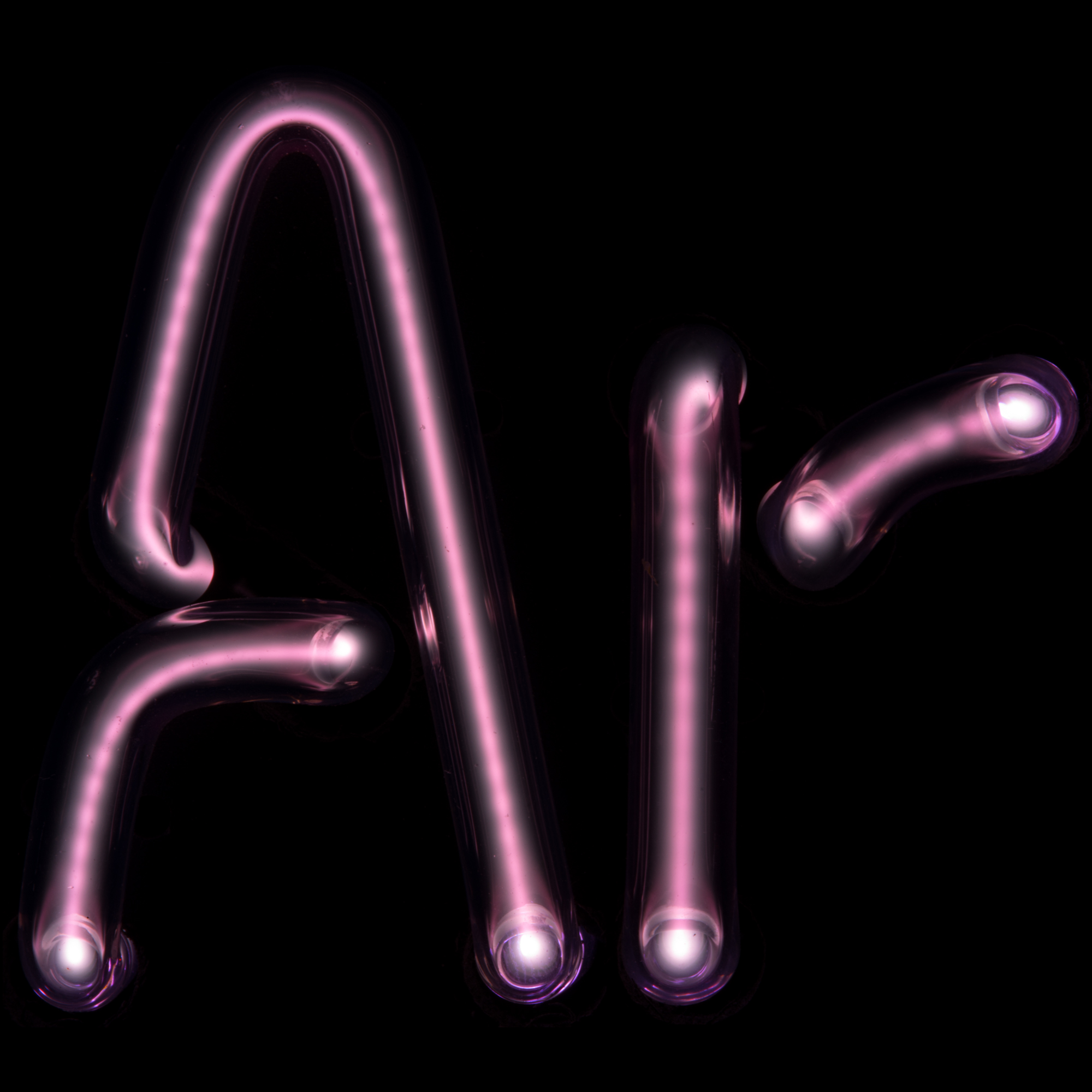
آرغون
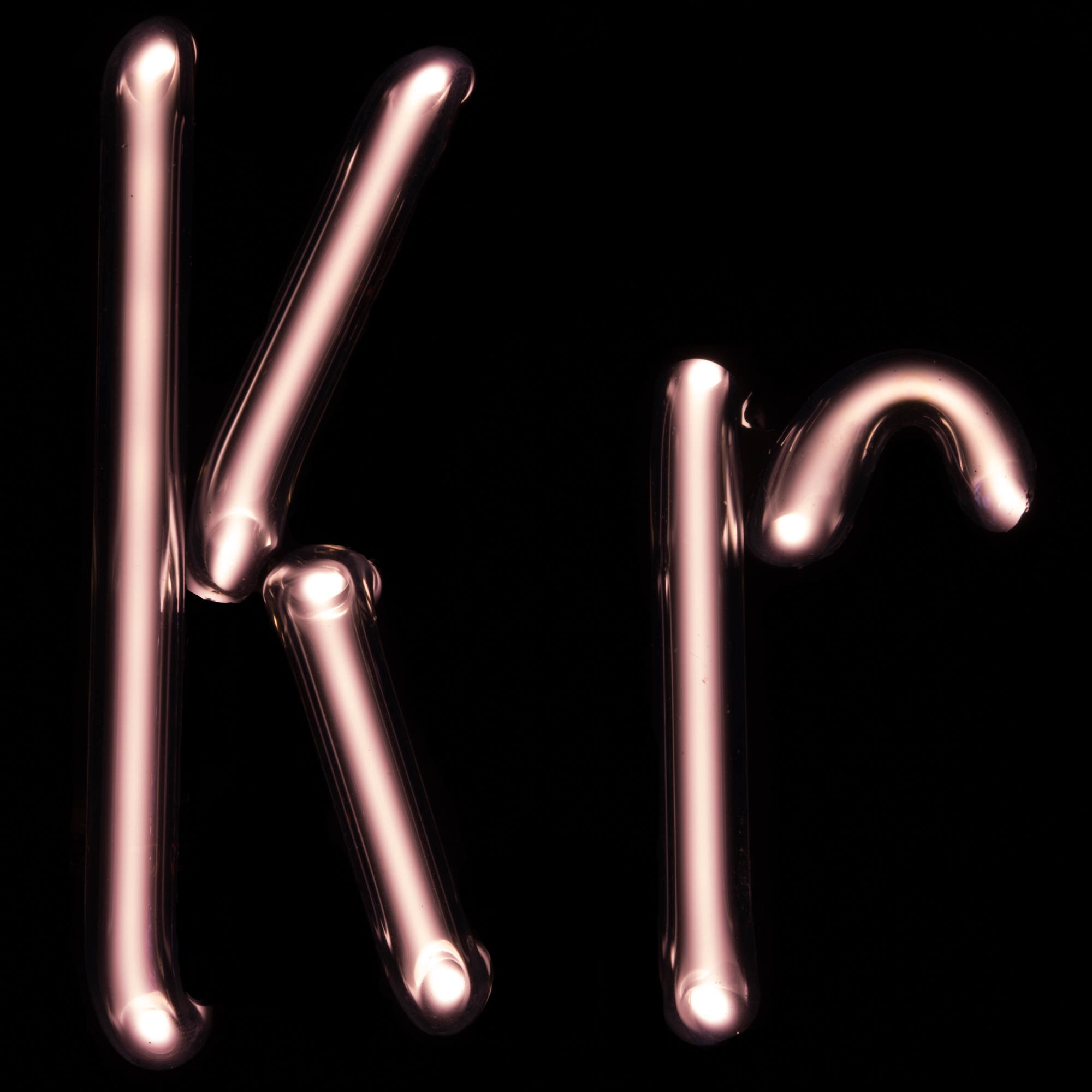
كريبتون
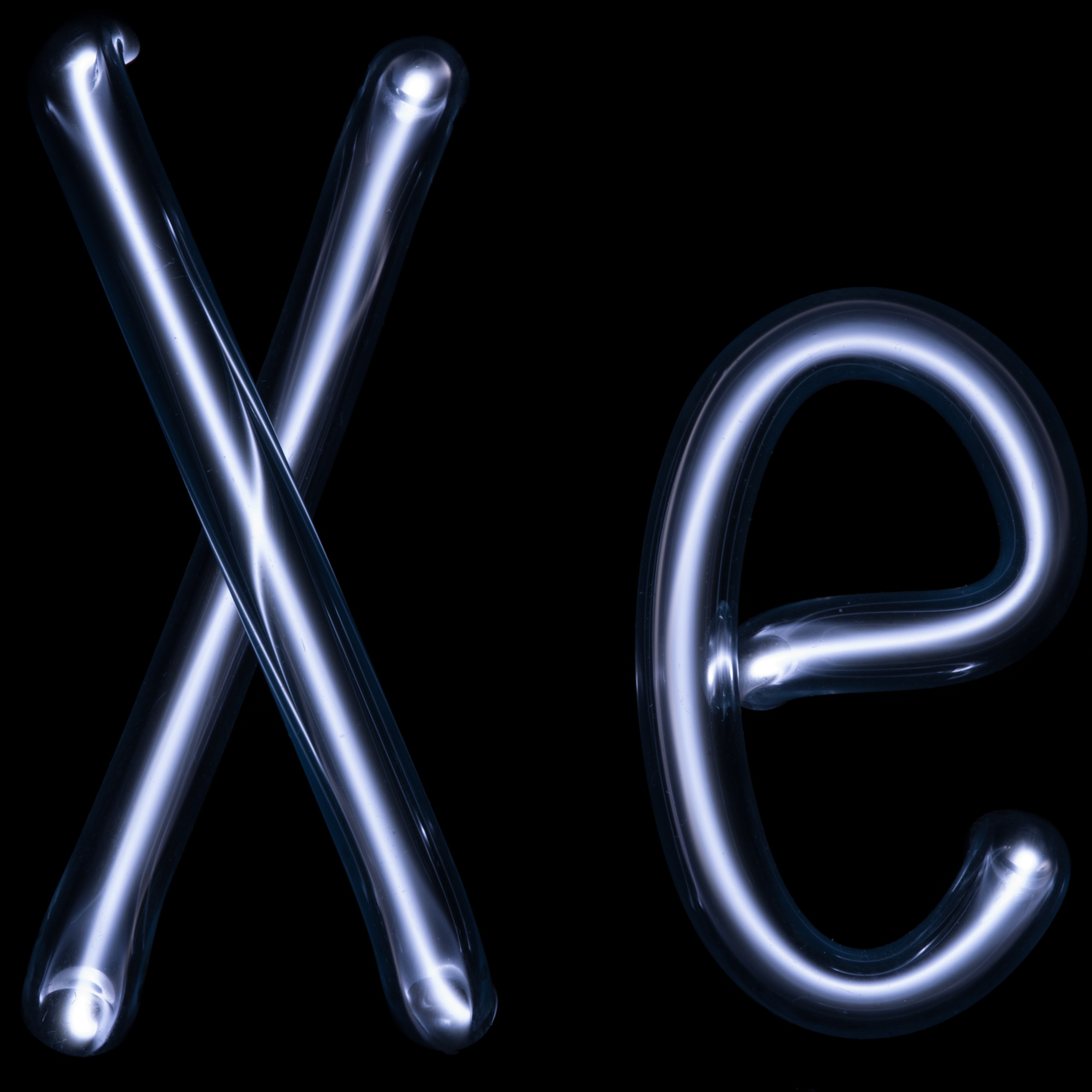
زينون

## اقرأ أيضاً
- مصباح المهبط المجوف